# 遠賀野駅
遠賀野駅（おんがのえき）は、福岡県直方市大字感田にある、筑豊電気鉄道筑豊電気鉄道線の駅である。駅番号はCK19。

## 歴史
- 1959年（昭和34年）9月18日：駅開業。

## 駅構造
相対式ホーム2面2線を持つ地上駅である。無人駅。
| ホーム | 路線        | 行先                       | 備考 |
| ------ | ----------- | -------------------------- | ---- |
| 1      | ■筑豊電鉄線 | 感田・筑豊直方方面         |      |
| 2      | ■筑豊電鉄線 | 楠橋・永犬丸・黒崎駅前方面 |      |

※実際には上記ののりば番号標はない、上記の番号は列車運転指令上の番線番号である。

## 利用状況
2021年度の1日平均乗降人員は263人である。
近年の1日平均乗降人員は下表のとおりである。
| 年度               | 1日平均 乗降人員 |
| ------------------ | ---------------- |
| 2010年（平成22年） | 472              |
| 2011年（平成23年） | 399              |
| 2012年（平成24年） | 347              |
| 2013年（平成25年） | 391              |
| 2014年（平成26年） | 366              |
| 2015年（平成27年） | 365              |
| 2016年（平成28年） | 361              |
| 2017年（平成29年） | 357              |
| 2018年（平成30年） | 400              |
| 2019年（令和元年） | 431              |
| 2020年（令和2年）  | 272              |
| 2021年（令和3年）  | 263              |

## 駅周辺
- ながた歯科クリニック
- トライアル直方店
- 感田保育園
- おんがの保育園
- 菜の花大橋（宗像市、鞍手町方面）
- 国道200号

## 隣の駅
筑豊電気鉄道
■筑豊電気鉄道線
木屋瀬駅 (CK18) - 遠賀野駅 (CK19) - 感田駅 (CK20)